# 椎葉村立椎葉小学校
椎葉村立椎葉小学校（しいばそんりつ しいばしょうがっこう）は、宮崎県東臼杵郡椎葉村大字下福良（しもふくら）にある公立の小学校。

## 概要
歴史
1874年（明治7年）創立の「桑弓野小学校」（くわゆみの）を前身とする。現校名となったのは1947年（昭和22年）。2024年（令和6年）には創立150周年を迎えた。
校章
中央に校名の頭文字である「椎」の文字を配している。
校歌
1963年（昭和38年）制定。作詞は谷村博武、作曲は松本寛郎による。歌詞は3番まであり、各番歌詞中に校名の「椎葉小」が登場する。
第二校歌
タイトルは「虹をかけようぼくらの虹を」。脚本は松本紘一、作詞・作曲はともに高橋政秋による。
通学区域
「椎葉村大字下福良（上椎葉地区、尾八重地区、鹿野遊地区、仲塔地区）、大字大河内（栂尾（つがお）地区、小崎地区）」。中学校区は椎葉村立椎葉中学校。

## 沿革
- 1874年（明治7年）1月 - 椎葉村大字下福良若宮にある山中満次郞宅を仮校舎として、「人民共立桑弓野小学校」が創立。
- 1886年（明治19年）- 小学校令施行により、簡易科（3年制）を設置の上、「簡易桑弓野小学校」に改称。
- 1889年（明治22年）5月1日 - 町村制施行により、西臼杵郡4村（不土野・大河内・松尾・下福良）が合併の上、「椎葉村」が発足。
- 1890年（明治23年）
  - この年 - 尋常科（4年制）を設置の上、「尋常桑弓野小学校」に改称。
  - 7月 - 尾八重分教場を設置。
- 1891年（明治24年）8月 - 尾八重分教場が分離の上、尾八重尋常小学校として独立。
- 1892年（明治25年）4月 - 「桑弓野尋常小学校」に改称。
- 1907年（明治40年）10月 - 新校舎が落成。
- 1908年（明治41年）4月 - 改正小学校令により、尋常科（義務教育年限）が4年制から6年制に改められる。尋常科5年を新設。
- 1909年（明治42年）4月 - 尋常科6年を新設。
- 1914年（大正3年）4月1日 - 高等科を併置の上、「桑弓野尋常高等小学校」に改称。
- 1941年（昭和16年）4月1日 - 国民学校令施行により、「椎葉村桑弓野国民学校」に改称。尋常科を初等科に改める。
- 1947年（昭和22年）- 学制改革が行われる（六・三制の実施）。
  - 4月1日 - 国民学校初等科は、新制小学校「椎葉村立椎葉小学校」（現校名）に改称。
  - 5月8日 - 国民学校高等科は青年学校普通科とともに、新制中学校「椎葉村立椎葉中学校」に改組・改称。小学校の教室の一部を貸与。
- 1949年（昭和24年）4月1日 - 椎葉村の所属が西臼杵郡から東臼杵郡へ変更となる。
- 1952年（昭和27年）6月 - 椎葉ダム建設のため、上椎葉に新校舎を移転。
- 1957年（昭和32年）12月 - 完全給食を開始（製パンを開始）。
- 1963年（昭和38年）2月 - 校歌を制定。
- 1976年（昭和51年）3月 - 新校舎（第一期工事）が完成。
- 1977年（昭和52年）3月 - 新校舎（第二期工事）が完成。間柏原分校を廃止（最終所在地 - 宮崎県東臼杵郡椎葉村下福良398番地）。
- 1978年（昭和53年）
  - 2月 - 体育館が完成。
  - 3月 - 創立100周年記念式典を挙行。
- 1979年（昭和54年）8月 - プールが完成。
- 1987年（昭和62年）4月1日 - 椎葉村立尾八重小学校の休校により、該当校区の児童が転入。
- 1988年（昭和63年）4月1日 - 椎葉村立尾八重小学校を統合。
- 1994年（平成6年）3月 - 校地内に椎葉村夢織りのやかたが完成。
- 2002年（平成14年）4月1日 - 椎葉村立栂尾小学校を統合[1]。
- 2005年（平成17年）- 台風14号により、甚大な被害を受ける。
- 2009年（平成21年）
  - 3月 - 椎葉村立鹿野遊小学校との合同給食調理を開始。
  - 4月 - 椎葉村立小崎小学校を加え、3校での合同給食調理を開始。
- 2010年（平成22年）4月1日 - 椎葉村立鹿野遊小学校の休校に伴い、鹿野地区児童4名が転入、2名が入学。
- 2011年（平成23年）8月 - 体育館耐震工事が完了。
- 2012年（平成24年）
  - 1月 - 道路を拡張。
  - 4月1日 - 椎葉村立仲塔小学校を統合。
- 2014年（平成26年）
  - 2月 - 校舎改築工事（第一期工事）が完了。
  - 7月 - 家庭科室・コンピュータ教室等が完成。
- 2016年（平成28年）8月 - 校舎階段壁面の修繕工事（熊本地震による壁面のひび補修）を完了。
- 2017年（平成29年）4月 - 通級指導教室「ことばの教室」を開設。
- 2020年（令和2年）4月1日 - 椎葉村立小崎小学校を統合。
- 2021年（令和3年）4月 - 児童1人1台端末の本格導入により、他校とのリモート学習等を開始。
- 2022年（令和4年）4月 - 椎葉村ユニット学習を開始。椎葉村学推進委員会が発足。

旧・尾八重小学校（おはえ）
- 1889年（明治22年）9月 - 椎葉寅次郎宅を校舎として授業を開始。
- 1890年（明治23年）7月 - 統合により、「尋常桑弓野小学校 尾八重分教場」となる。
- 1891年（明治24年）8月 - 「尾八重尋常小学校」として独立。
- 1900年（明治33年）3月 - 校舎を新築移転（椎葉村大字下福良1982番地2）。
- 1908年（明治41年）4月 - 尋常科5年を新設。
- 1909年（明治42年）
  - 4月 - 尋常科6年を新設。
  - 10月 - 校舎を新築移転（椎葉村大字下福良179番地）
- 1941年（昭和16年）4月 - 国民学校施行により「椎葉村尾八重国民学校」に改称。
- 1947年（昭和22年）4月 - 学制改革により、新制小学校「椎葉村立尾八重小学校」（最終名）に改称。
- 1955年（昭和30年）1月 - 最終所在地（椎葉村大字下福良2050番地）に移転を完了。
- 1966年（昭和41年）2月 - 校歌を制定。
- 1987年（昭和62年）3月31日 - 休校となる。児童は椎葉小学校に転出。
- 1988年（昭和63年）
  - 3月27日 - 閉校式を挙行。
  - 3月31日 - 閉校。
    - 最終所在地 - 宮崎県東臼杵郡椎葉村下福良2050番地
    - 校歌 - 作詞は村口美好、作曲は杉田克浩による。歌詞は3番まであり、各番の歌詞中に校名の「尾八重」が登場する。

旧・栂尾小学校（つがお）
- 1874年（明治7年）5月3日 - 栂尾の黒木惣順宅を校舎として創立。
- 1892年（明治25年）4月 - 「栂尾尋常小学校」に改称。
- 1908年（明治41年）4月 - 尋常科5年を新設。
- 1909年（明治42年）4月 - 尋常科6年を新設。この年、最終所在地に校舎を新築の上、移転を完了。
- 1941年（昭和16年）4月 - 国民学校施行により「椎葉村尾栂尾国民学校」に改称。
- 1947年（昭和22年）4月 - 学制改革により、新制小学校「椎葉村立尾栂尾小学校」（最終名）に改称。
- 1960年（昭和35年）- 在籍児童数が101名となる（ピーク）。
- 1964年（昭和39年）- 学校給食を開始。
- 1974年（昭和49年）- 創立100周年記念式典を挙行。
- 1993年（平成5年）4月1日 - 休校となる。在校生2名はスクールバスで隣町の美郷町立鬼神野小学校へ通学することとなる。
- 2002年（平成14年）3月31日 - 閉校式を挙行。
  - 最終所在地 - 宮崎県東臼杵郡椎葉村大河内185番地13
  - 校章 - 中央に校名の頭文字の「栂」の文字を配している。
  - 校歌 - 歌詞は2番まであり、両番の歌詞中に校名の「栂尾」が登場する。
  - 交通 - 国道388号・国道446号

旧・鹿野遊小学校（かなすび）
- 1874年（明治7年）- 開校。
- 1886年（明治19年）- 小学校令施行により、簡易科（3年制）を設置の上、「簡易鹿野遊小学校」に改称。
- 1890年（明治23年）- 尋常科（4年制）を設置の上、「尋常鹿野遊小学校」に改称。仲塔分教場を設置。間もなく尋常仲塔小学校として独立。
- 1892年（明治25年）4月 - 「鹿野遊尋常小学校」に改称。
- 1941年（昭和16年）4月 - 国民学校施行により「椎葉村鹿野遊国民学校」に改称。
- 1947年（昭和22年）4月 - 学制改革により、新制小学校「椎葉村立鹿野遊小学校」（最終名）に改称。
- 2009年（平成21年）10月 - 創立135周年記念式典を挙行。
- 2010年（平成22年）
  - 3月31日 - 休校となる。児童は椎葉小学校に転出。
  - 7月1日 - 閉校。
    - 最終所在地 - 宮崎県東臼杵郡椎葉村下福良1647番地98
    - 校歌 - 歌詞は3番まであり、各番の歌詞中に校名の「鹿野遊小」が登場する。
    - 跡地の活用 - 椎葉村鹿野遊保育所として使用されていた。

旧・仲塔小学校（なかとう）
- 1874年（明治7年）- 「胡摩山小学校」として創立。
- 1890年（明治23年）- 統合により「尋常鹿野遊小学校 仲塔分教場」となる。間もなく「尋常仲塔小学校」として独立。
- 1892年（明治25年）4月 - 「仲塔尋常小学校」に改称。
- 1941年（昭和16年）4月 - 国民学校施行により「椎葉村仲塔国民学校」に改称。
- 1947年（昭和22年）4月 - 学制改革により、新制小学校「椎葉村立仲塔小学校」（最終名）に改称。
- 1948年（昭和23年）- 財木分校（たからぎ）を設置。
- 1966年（昭和41年）- 財木分校において完全給食を開始。
- 1969年（昭和44年）- 完全給食を開始。
- 1974年（昭和49年）- 創立100周年記念式典を挙行。
- 1975年（昭和50年）- フェニックス自然動物園教室を開催。
- 1976年（昭和51年）- 台風による土砂崩れにより、財木分校の校舎が倒壊。
- 1977年（昭和52年）- 財木分校の校舎が完成（復旧）。
- 1981年（昭和56年）- 財木分校を休校。
- 1982年（昭和57年）- 新校舎が完成。
- 1985年（昭和60年）- 体育館が完成。
- 1994年（平成6年）- 財木分校を廃止（財木分校の最終所在地は宮崎県東臼杵郡椎葉村大字下福良1130番地）。
- 1997年（平成9年）- 給食室を新築。
- 2002年（平成14年）3月31日 - 休校となる。児童は椎葉小学校に転出。
- 2012年（平成24年）
  - 6月23日 - 閉校式を挙行。
  - 7月1日 - 閉校。
    - 最終所在地 - 宮崎県東臼杵郡椎葉村大字下福良1183番地
    - 校章 - 中央に校名の頭文字である「仲」の文字を配している。
    - 校歌 - 作詞は佐伯英雄、作曲は緒方広一による。歌詞は2番まであり、両番の歌詞中に校名の「仲塔」が登場する。
    - 跡地の活用 - 簡易宿泊所「仲塔渓谷の館」となっている。
    - 交通 - 国道265号

旧・小崎小学校（こざき）
- 1874年（明治7年）10月21日 - 字小崎の椎葉儀兵衛門宅を仮校舎として創立。
- 1892年（明治25年）4月 - 「小崎尋常小学校」に改称。
- 1902年（明治35年）4月 - 新橋に校舎が完成。
- 1915年（大正4年）- 校舎を増築。
- 1932年（昭和7年）- 新校地を造成。
- 1941年（昭和16年）4月 - 国民学校施行により「椎葉村小崎国民学校」に改称。
- 1947年（昭和22年）4月 - 学制改革により、新制小学校「椎葉村立小崎小学校」（最終名）に改称。
- 1956年（昭和31年）3月 - 校舎を前面改築。
- 1958年（昭和33年）9月 - 上椎葉ダムの完成により、危険校舎となり、九州電力の補償で校舎・校地を移転、運動場を拡張。
- 1960年（昭和35年）2月 - 講堂が完成。
- 1974年（昭和49年）10月 - 創立100周年記念式典を挙行。
- 1978年（昭和53年）3月 - 防火用水兼プールが完成。
- 1984年（昭和59年）3月 - 鉄筋コンクリート造2階建ての新校舎が完成。
- 1985年（昭和60年）1月 - 体育館が完成。
- 2002年（平成14年）9月 - JRCに加盟。
- 2018年（平成30年）3月 - 体育館を改修。
- 2020年（令和2年）
  - 3月7日 - 閉校式を挙行。
  - 3月31日 - 閉校。
    - 最終所在地 - 宮崎県東臼杵郡椎葉村大字大河内1783番地
    - 校章 - 中央に「小」の文字を配している。
    - 校歌 - 作詞は木村寿、作曲は津江健吉による。歌詞は3番まであり、各番の歌詞中に校名の「小崎小」が登場する。
    - 交通 - 国道265号

## 交通
最寄りのバス停留所
- 椎葉村営バス 「役場前」バス停

最寄りの幹線道路
- 国道265号（奥日向路）

## 周辺
- 椎葉村夢織りの館（小学校敷地内）
- 椎葉村役場
- 椎葉村開発センター
- 宮崎県椎葉合同庁舎・日向土木事務所椎葉駐在所・東臼杵農林振興局椎葉駐在所
- 上椎葉郵便局
- 日向警察署椎葉警察官駐在所
- 椎葉村椎葉中央保育所
- 椎葉村交流拠点施設Katerie（かてりえ）
- 往診専門動物病院 しいば動物診療所
- 椎葉村立椎葉中学校
- 椎葉村立村民体育館
- 椎葉村立総合グラウンド
- 耳川
- 上椎葉ダム
- 女神像公園